# 重置
在计算机和数据传输系统中，指将挂起的错误或事件清除、将系统置为普通或初始状态的过程。重置也称复位。
大多数计算机都有专门的「重置线」可以将设备置为启动状态。例如，x86 架构在开机后、电源检查完成前会利用 RESET 线挂起 CPU。重置操作不会断开电源，因而对硬件造成的压力比电源重启要小。
许多带存储功能的数字电路（如触发器、寄存器等）都支持重置信号，在收到重置信号后会将自身设为预定义的状态。
重新启动系统软件而不重置硬件即为软重置。